# Duma (film)
Pour les articles homonymes, voir Duma.
Pour plus de détails, voir Fiche technique et Distribution.
Duma est un film américain réalisé par Carroll Ballard, sorti en 2005.

## Synopsis
En Afrique du Sud, un guépard orphelin se lie d'amitié avec un petit garçon.

## Fiche technique
- Titre : Duma
- Réalisation : Carroll Ballard
- Scénario : Carol Flint, Karen Janszen, Karen Janszen et Mark St. Germain, d'après le livre de jeunesse How It Was with Dooms de Carol Cawthra Hopcraft et Xan Hopcraft
- Musique : George Acogny et John Debney
- Photographie : Werner Maritz
- Montage : T. M. Christopher
- Production : Stacy Cohen, E. K. Gaylord II, Kristin Harms, Hunt Lowry et John Wells
- Société de production : Gaylord Films, John Wells Productions, Pandora Pictures et Warner Bros.
- Société de distribution : Warner Bros. (États-Unis)
- Pays :  États-Unis
- Genre : Aventure et drame
- Durée : 100 minutes
- Dates de sortie : 
  -  États-Unis : 27 mai 2005

## Distribution
- Alex Michaeletos : Xan
- Campbell Scott : Peter
- Mary Makhatho : Thandi
- Nthabiseng Kenoshi : Lucille
- Hope Davis : Kristin
- Jennifer Steyn : tant Gwen
- Nicky Rebelo : coach Nagy
- Garth Renecle : Hock Bender
- André Stolz : le professeur de Xan
- Charlotte Savage : l'étudiante en poésie
- Eamonn Walker : Ripkuna

## Accueil
Le film a reçu un accueil favorable de la critique. Il obtient un score moyen de 82 % sur Metacritic.